# Drosophila hemianthrax
Drosophila hemianthrax är en tvåvingeart som beskrevs av Elmo Hardy och Kaneshiro 2001. Drosophila hemianthrax ingår i släktet Drosophila och familjen daggflugor.
Artens utbredningsområde är Hawaii.